# NBA All-Star Game Kobe Bryant Most Valuable Player Award

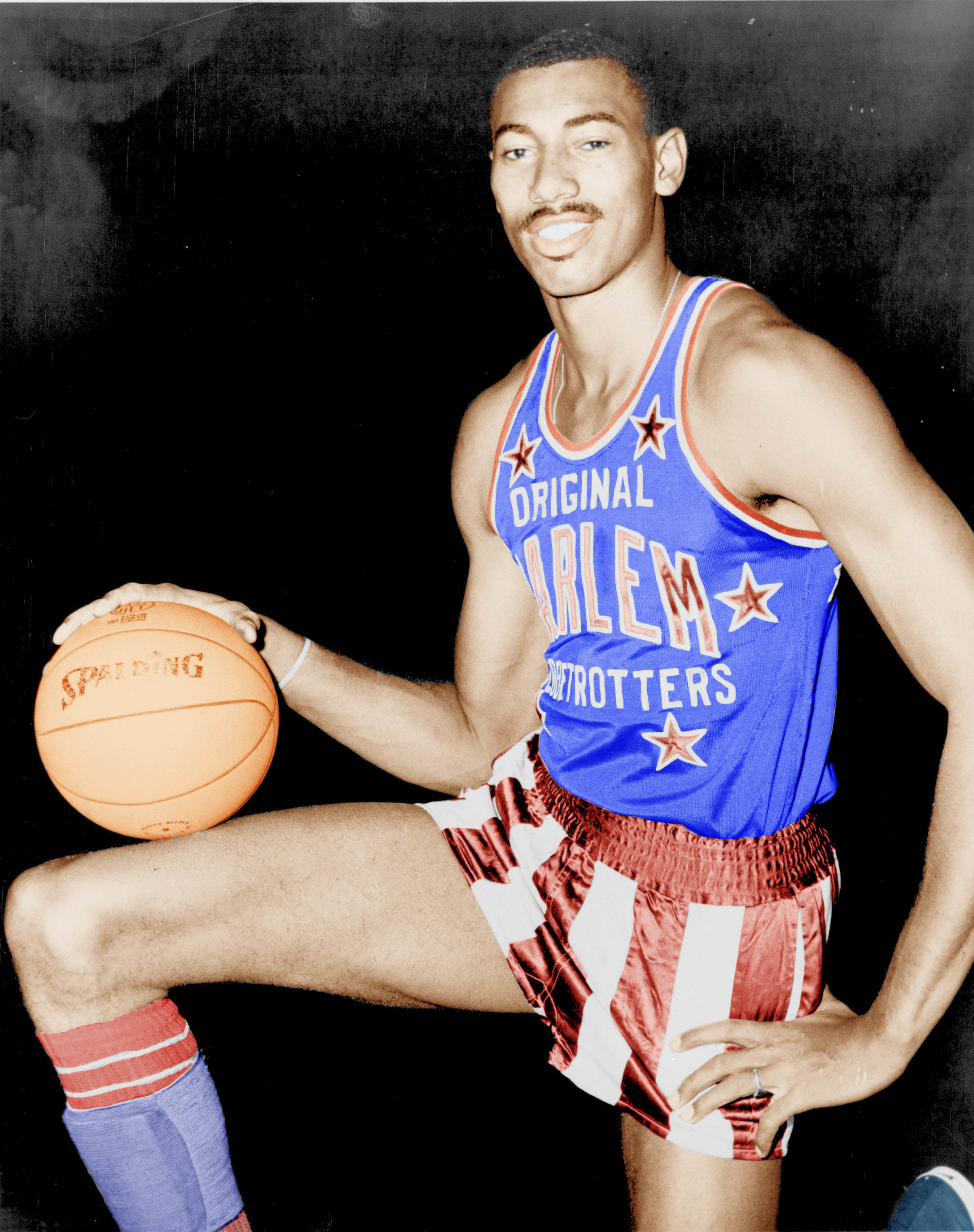
Wilt Chamberlain

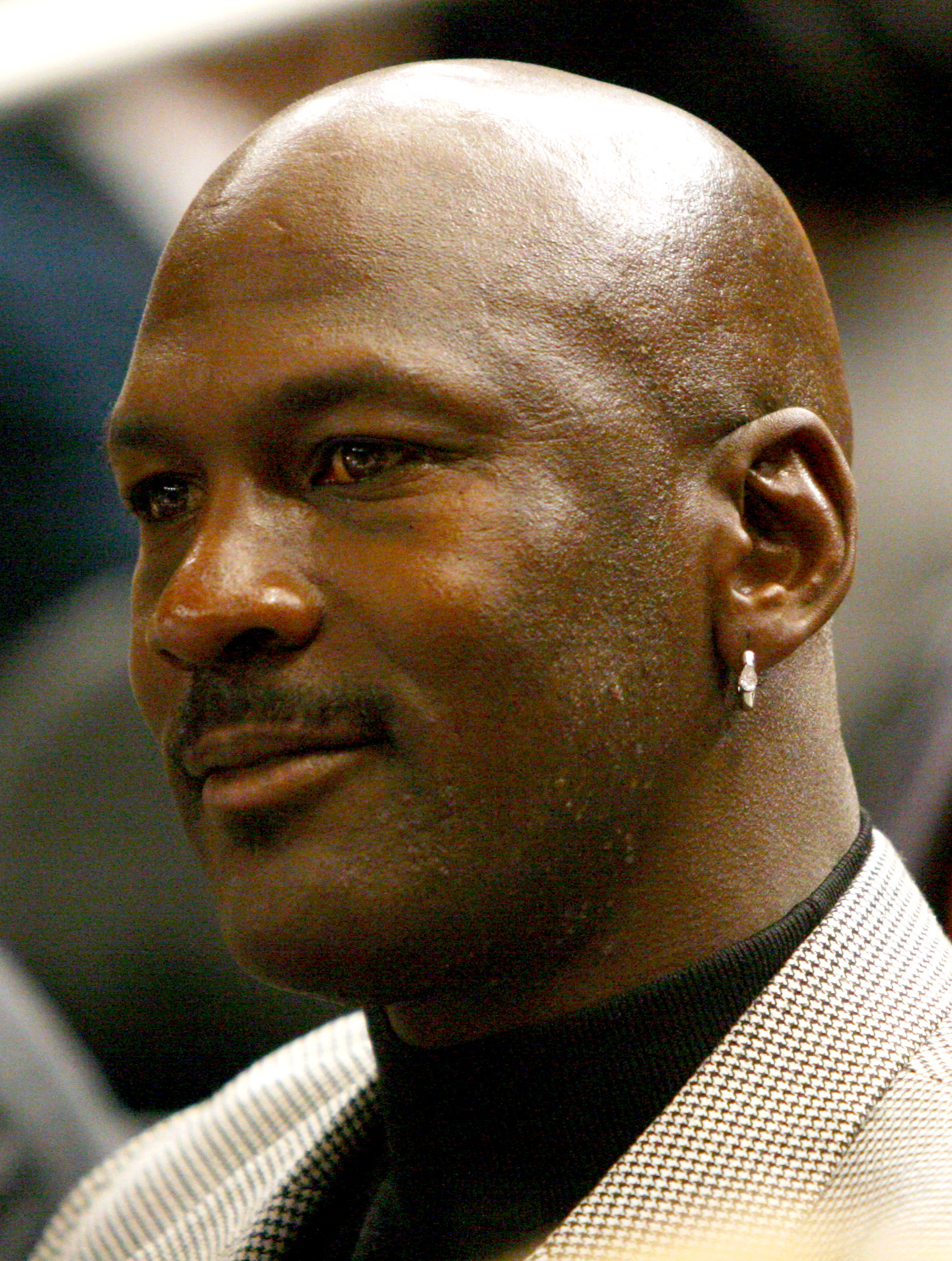
Michael Jordan, tre volte vincitore.

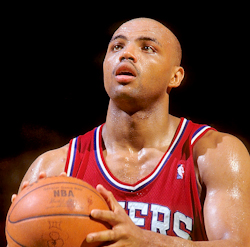
Charles Barkley

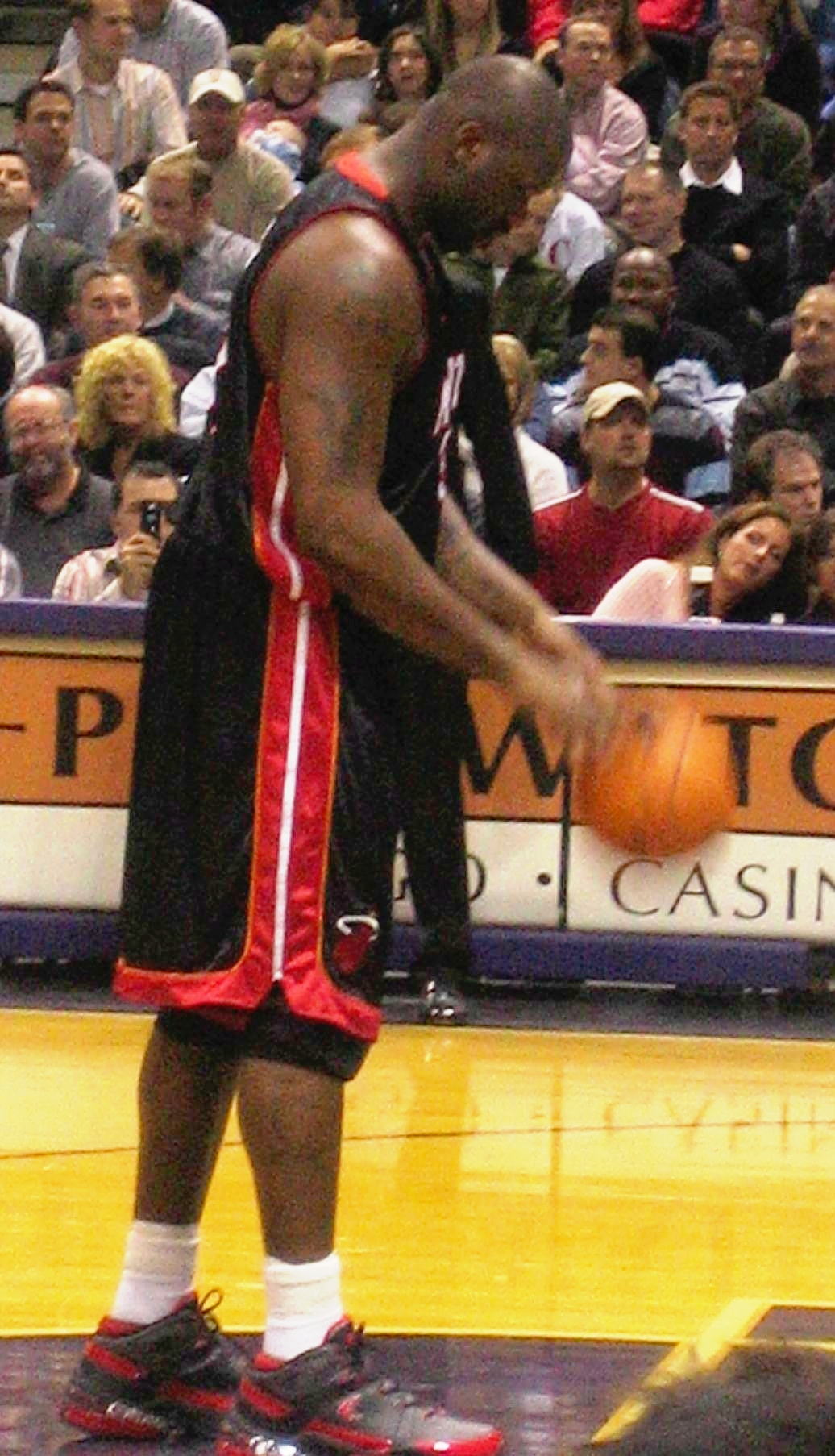
Shaquille O'Neal, tre volte vincitore.

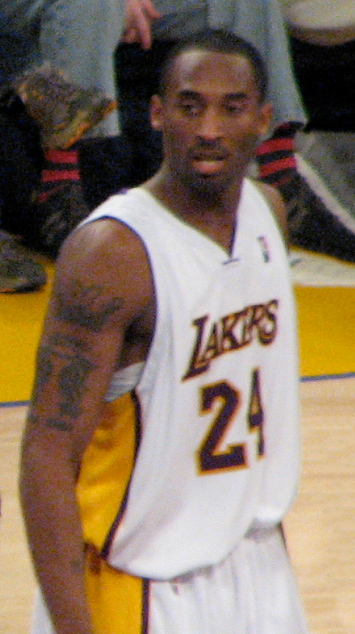
Kobe Bryant, a cui il premio è intitolato, quattro volte vincitore.

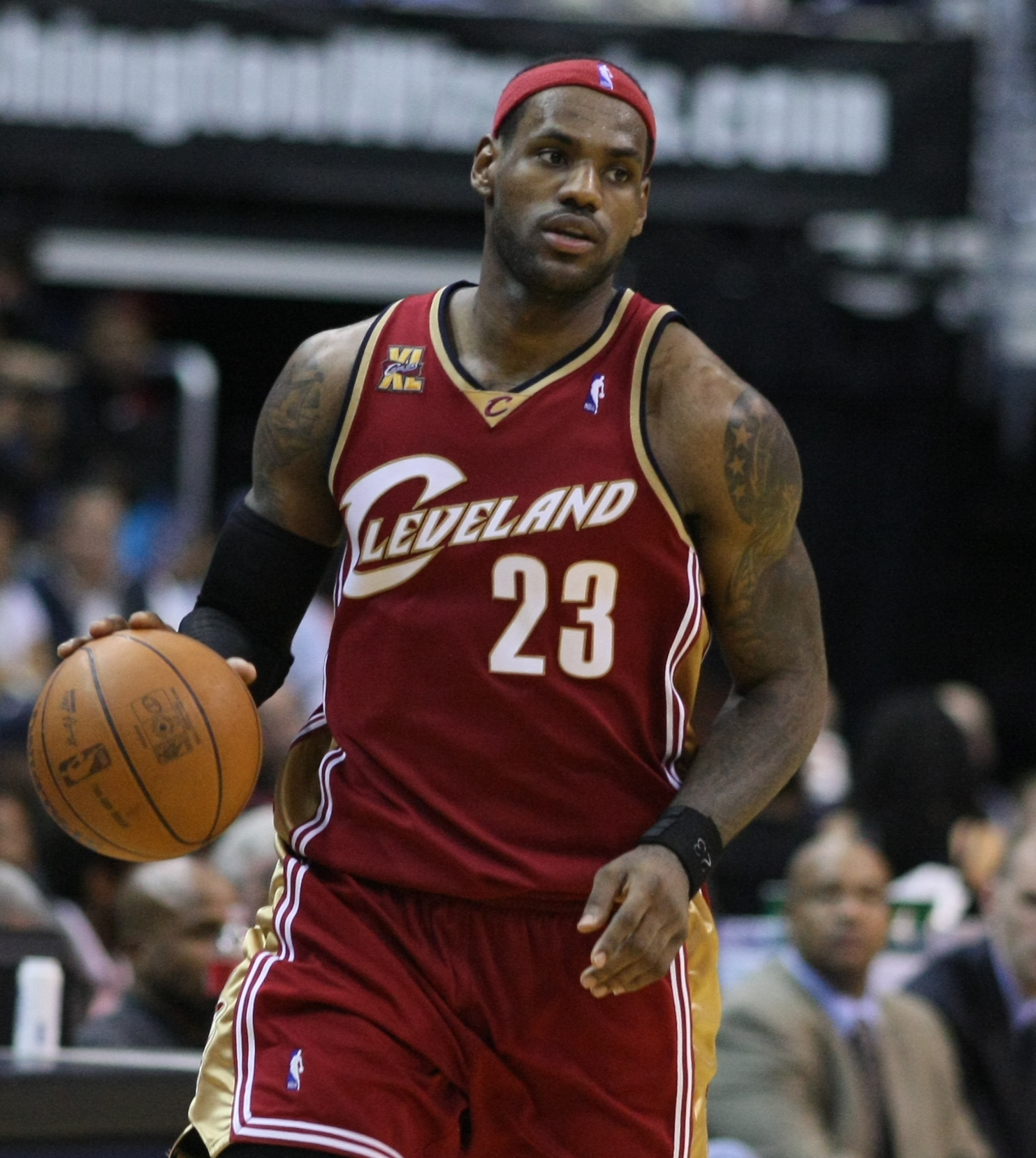
LeBron James, tre volte vincitore.

L'NBA All-Star Game Kobe Bryant Most Valuable Player Award è il premio conferito dalla National Basketball Association al miglior giocatore dell'All-Star Game.
Il premio venne istituito nella stagione 1951-52. Il primo a vincere questo titolo è stato Ed Macauley dei Boston Celtics. I giocatori ad averne vinti il maggior numero (4) sono Bob Pettit e Kobe Bryant. Durante l'edizione del 2020 il premio è stato intitolato proprio a Kobe Bryant, morto poche settimane prima.

## Vincitori
|  | Eletti nella Basketball Hall of Fame |

| Anno | Giocatore                            | Nazionalità | Squadra                            |
| ---- | ------------------------------------ | ----------- | ---------------------------------- |
| 1951 | Ed Macauley                          | Stati Uniti | Boston Celtics                     |
| 1952 | Paul Arizin                          | Stati Uniti | Philad. Warriors                   |
| 1953 | George Mikan                         | Stati Uniti | Minneapolis Lakers                 |
| 1954 | Bob Cousy                            | Stati Uniti | Boston Celtics                     |
| 1955 | Bill Sharman                         | Stati Uniti | Boston Celtics                     |
| 1956 | Bob Pettit                           | Stati Uniti | St. Louis Hawks                    |
| 1957 | Bob Cousy (2)                        | Stati Uniti | Boston Celtics                     |
| 1958 | Bob Pettit (2)                       | Stati Uniti | St. Louis Hawks                    |
| 1959 | Elgin Baylor Bob Pettit (3)          | Stati Uniti | Minneapolis Lakers St. Louis Hawks |
| 1960 | Wilt Chamberlain                     | Stati Uniti | Philad. Warriors                   |
| 1961 | Oscar Robertson                      | Stati Uniti | Cincinnati Royals                  |
| 1962 | Bob Pettit (4)                       | Stati Uniti | St. Louis Hawks                    |
| 1963 | Bill Russell                         | Stati Uniti | Boston Celtics                     |
| 1964 | Oscar Robertson (2)                  | Stati Uniti | Cincinnati Royals                  |
| 1965 | Jerry Lucas                          | Stati Uniti | Cincinnati Royals                  |
| 1966 | Adrian Smith                         | Stati Uniti | Cincinnati Royals                  |
| 1967 | Rick Barry                           | Stati Uniti | S.F. Warriors                      |
| 1968 | Hal Greer                            | Stati Uniti | Philadelphia 76ers                 |
| 1969 | Oscar Robertson (3)                  | Stati Uniti | Cincinnati Royals                  |
| 1970 | Willis Reed                          | Stati Uniti | N.Y. Knicks                        |
| 1971 | Lenny Wilkens                        | Stati Uniti | Seattle S.Sonics                   |
| 1972 | Jerry West                           | Stati Uniti | L.A. Lakers                        |
| 1973 | Dave Cowens                          | Stati Uniti | Boston Celtics                     |
| 1974 | Bob Lanier                           | Stati Uniti | Detroit Pistons                    |
| 1975 | Walt Frazier                         | Stati Uniti | N.Y. Knicks                        |
| 1976 | Dave Bing                            | Stati Uniti | Washington Bullets                 |
| 1977 | Julius Erving                        | Stati Uniti | Philadelphia 76ers                 |
| 1978 | Randy Smith                          | Stati Uniti | Buffalo Braves                     |
| 1979 | David Thompson                       | Stati Uniti | Denver Nuggets                     |
| 1980 | George Gervin                        | Stati Uniti | San Antonio Spurs                  |
| 1981 | Nate Archibald                       | Stati Uniti | Boston Celtics                     |
| 1982 | Larry Bird                           | Stati Uniti | Boston Celtics                     |
| 1983 | Julius Erving (2)                    | Stati Uniti | Philadelphia 76ers                 |
| 1984 | Isiah Thomas                         | Stati Uniti | Detroit Pistons                    |
| 1985 | Ralph Sampson                        | Stati Uniti | Houston Rockets                    |
| 1986 | Isiah Thomas (2)                     | Stati Uniti | Detroit Pistons                    |
| 1987 | Tom Chambers                         | Stati Uniti | Seattle S.Sonics                   |
| 1988 | Michael Jordan                       | Stati Uniti | Chicago Bulls                      |
| 1989 | Karl Malone                          | Stati Uniti | Utah Jazz                          |
| 1990 | Magic Johnson                        | Stati Uniti | L.A. Lakers                        |
| 1991 | Charles Barkley                      | Stati Uniti | Philadelphia 76ers                 |
| 1992 | Magic Johnson (2)                    | Stati Uniti | L.A. Lakers                        |
| 1993 | John Stockton Karl Malone (2)        | Stati Uniti | Utah Jazz                          |
| 1994 | Scottie Pippen                       | Stati Uniti | Chicago Bulls                      |
| 1995 | Mitch Richmond                       | Stati Uniti | Sacramento Kings                   |
| 1996 | Michael Jordan (2)                   | Stati Uniti | Chicago Bulls                      |
| 1997 | Glen Rice                            | Stati Uniti | Charlotte Hornets                  |
| 1998 | Michael Jordan (3)                   | Stati Uniti | Chicago Bulls                      |
| 1999 | non disputato per lock out;          | —           | —                                  |
| 2000 | Shaquille O'Neal Tim Duncan          | Stati Uniti | L.A. Lakers San Antonio Spurs      |
| 2001 | Allen Iverson                        | Stati Uniti | Philadelphia 76ers                 |
| 2002 | Kobe Bryant                          | Stati Uniti | L.A. Lakers                        |
| 2003 | Kevin Garnett                        | Stati Uniti | Minnesota T'wolves                 |
| 2004 | Shaquille O'Neal (2)                 | Stati Uniti | L.A. Lakers                        |
| 2005 | Allen Iverson (2)                    | Stati Uniti | Philadelphia 76ers                 |
| 2006 | LeBron James                         | Stati Uniti | Cleveland Cavaliers                |
| 2007 | Kobe Bryant (2)                      | Stati Uniti | L.A. Lakers                        |
| 2008 | LeBron James (2)                     | Stati Uniti | Cleveland Cavaliers                |
| 2009 | Shaquille O'Neal (3) Kobe Bryant (3) | Stati Uniti | Phoenix Suns L.A. Lakers           |
| 2010 | Dwyane Wade                          | Stati Uniti | Miami Heat                         |
| 2011 | Kobe Bryant (4)                      | Stati Uniti | L.A. Lakers                        |
| 2012 | Kevin Durant                         | Stati Uniti | Oklahoma Thunder                   |
| 2013 | Chris Paul                           | Stati Uniti | L.A. Clippers                      |
| 2014 | Kyrie Irving                         | Stati Uniti | Cleveland Cavaliers                |
| 2015 | Russell Westbrook                    | Stati Uniti | Oklahoma Thunder                   |
| 2016 | Russell Westbrook (2)                | Stati Uniti | Oklahoma Thunder                   |
| 2017 | Anthony Davis                        | Stati Uniti | N.O. Pelicans                      |
| 2018 | LeBron James (3)                     | Stati Uniti | Cleveland Cavaliers                |
| 2019 | Kevin Durant (2)                     | Stati Uniti | G.S. Warriors                      |
| 2020 | Kawhi Leonard                        | Stati Uniti | L.A. Clippers                      |
| 2021 | Giannīs Antetokounmpo                | Grecia      | Milwaukee Bucks                    |
| 2022 | Stephen Curry                        | Stati Uniti | G.S. Warriors                      |
| 2023 | Jayson Tatum                         | Stati Uniti | Boston Celtics                     |
| 2024 | Damian Lillard                       | Stati Uniti | Milwaukee Bucks                    |
| 2025 | Stephen Curry (2)                    | Stati Uniti | G.S. Warriors                      |

## Giocatori plurivincitori
| Giocatore         | Squadra                         | No. | Anno                   |
| ----------------- | ------------------------------- | --- | ---------------------- |
| Bob Pettit        | St. Louis Hawks                 | 4   | 1956, 1958, 1959, 1962 |
| Kobe Bryant       | L.A. Lakers                     | 4   | 2002, 2007, 2009, 2011 |
| Oscar Robertson   | Cincinnati Royals               | 3   | 1961, 1964, 1969       |
| Michael Jordan    | Chicago Bulls                   | 3   | 1988, 1996, 1998       |
| Shaquille O'Neal  | L.A. Lakers, Phoenix Suns       | 3   | 2000, 2004, 2009       |
| LeBron James      | Cleveland Cavaliers             | 3   | 2006, 2008, 2018       |
| Bob Cousy         | Boston Celtics                  | 2   | 1954, 1957             |
| Julius Erving     | Philadelphia 76ers              | 2   | 1977, 1983             |
| Isiah Thomas      | Detroit Pistons                 | 2   | 1984, 1986             |
| Karl Malone       | Utah Jazz                       | 2   | 1989, 1993             |
| Magic Johnson     | L.A. Lakers                     | 2   | 1990, 1992             |
| Allen Iverson     | Philadelphia 76ers              | 2   | 2001, 2005             |
| Russell Westbrook | Oklahoma Thunder                | 2   | 2015, 2016             |
| Kevin Durant      | Oklahoma Thunder, G.S. Warriors | 2   | 2012, 2019             |